# كايل كوزما
كايل كوزما (بالإنجليزية: Kyle Kuzma)‏ هو لاعب كرة سلة أمريكي يلعب في مركز لاعب هجوم قوي الجسم في نادي لوس أنجلوس ليكرز.

## روابط خارجية
- كايل كوزما على موقع إن بي أي (الإنجليزية)
- كايل كوزما على موقع سبورتس رفرنس (الإنجليزية)
- كايل كوزما على موقع كرة السلة الأوروبية.كوم (الإنجليزية)
- كايل كوزما على موقع إي إس بي إن.كوم (الإنجليزية)
- كايل كوزما على موقع كلية كرة السلة في سبورتس رفرنس.كوم (الإنجليزية)
- كايل كوزما على موقع ريلجم (الإنجليزية)
- كايل كوزما على موقع بروبوليرز (الإنجليزية)